# Peter Fry
Peter Derek Fry Kt (* 26. Mai 1931 in High Wycombe, Buckinghamshire; † 12. Mai 2015) war ein britischer Politiker der Conservative Party, der 28 Jahre lang den Wahlkreis Wellingborough als Abgeordneter im House of Commons vertrat.

## Leben

### Studium, Kommunalpolitiker und erfolglose Unterhauskandidaturen
Fry, dessen Vater Mitglied des Stadtrates von High Wycombe und zwischen 1945 und 1950 Vorsitzender des dortigen Ausschusses für Wohnungsbau war, absolvierte nach dem Besuch der Royal Grammar School sowie einer zweijährigen Dienstzeit im National Service ein Studium am Worcester College der University of Oxford und trat während seines Studiums 1949 dem Jugendverband der Conservative Party (Young Conservatives) in seinem Geburtsort High Wycombe sowie 1951 der Conservative Association der University of Oxford als Mitglied bei. Dort lernte er Michael Heseltine kennen. Nach Abschluss des Studiums war er als Versicherungsmakler sowie im Einzelhandelsgeschäft seiner Familie tätig.
Seine politische Laufbahn begann er in Kommunalpolitik, als er 1961 zum Mitglied des Rates der Grafschaft Buckinghamshire (Buckinghamshire County Council) gewählt wurde und diesem bis 1967 angehörte. Während dieser Zeit fungierte er als Parlamentarischer Geschäftsführer (Whip) der Fraktion der Conservative Party und war Mitglied des Bildungsausschusses.
Bei den Unterhauswahlen vom 15. Oktober 1964 kandidierte Fry für die Conservative Party im Wahlkreis Nottingham North, unterlag dabei aber dem Wahlkreisinhaber von der Labour Party, William Charles Whitlock deutlich mit 8957 Stimmen Unterschied. Während Whitlock 29.535 Stimmen (57,14 Prozent) bekam, entfielen auf ihn lediglich 20.578 Wählerstimmen (39,81 Prozent). Bei den darauf folgenden Unterhauswahlen vom 31. März 1966 bewarb er sich für die konservativen Tories erneut für ein Abgeordnetenmandat, und zwar diesmal im Wahlkreis Willesden East, wobei er auch hier dem Gegenkandidaten der Labour Party, Reg Freeson, unterlag.

### Unterhausabgeordneter und Vorsitzender von EUBINGO
Nachdem aufgrund des Todes des Labour-Abgeordneten Harry Howarth am 5. Dezember 1969 eine Nachwahl (By-election) im Wahlkreis Wellingborough notwendig geworden war, kandidierte Fry dort und konnte sich dabei mit 22.548 Stimmen (54,4 Prozent) deutlich gegen den Gegenkandidaten der Labour Party, J. H. Mann, durchsetzen, auf den nur 16.499 Wählerstimmen (39,8 Prozent) entfielen. Bei den darauf folgenden Wahlen wurde er jeweils wiedergewählt, ehe er bei den Unterhauswahlen am 1. Mai 1997 mit nur 187 Stimmen an seinen Gegenkandidaten von der Labour Party, Paul Stinchcombe, verlor. Während Stinchcombe 24.854 Stimmen (44,2 Prozent) bekam, erhielt Fry diesmal 24.667 Wählerstimmen (43,8 Prozent) und 9,6 Prozentpunkte im Vergleich zu der vorhergehenden Wahlen vom 9. April 1992 verlor.
Zu Beginn seiner Unterhauszugehörigkeit war er Mitglied des Verkehrsausschusses sowie Sekretär der Anglo-Jugoslawischen Gesellschaft.
Für seine langjährigen Verdienste wurde Fry 1994 zum Knight Bachelor geschlagen und führte fortan den Namenszusatz „Sir“. Nach seinem Ausscheiden aus dem Unterhaus übernahm er die Funktion als Vorsitzender der Bingo Association und war darüber hinaus Vorsitzender der 2006 gegründeten Federation of European Bingo Associations (EUBINGO).